# Secession (konst)
Secession eller Sezession (ty. "utbrytning") var beteckningen på 1890-talet och början på 1900-talet på grupper av konstnärer och arkitekter, särskilt i Tyskland och Österrike, som drog sig ur akademier och officiella organisationer för att i egen regi föra den moderna rörelsen vidare.
Secession innebar en opposition mot byråkratism inom konsten, mot akademiväsendet, mot förlegade undervisningsstadgar och utställningsreglementen. Secessionisterna upprättade fria skolor och grupputställningar med egen jury, grundade på personlig och konstnärlig sympati mellan medlemmarna.
De mest betydande grupperna fanns i München (1892), Wien (1897) och Berlin (1899). I Österrike-Ungern kom Secession att bli starkt förknippat med jugendstil och används där än idag som synonym, se Wiener Sezession. I Tyskland var secessionerna inte lika associerade med en viss stilriktning.

## Exempel
- Berliner Secession – 1898−1933 i Berlin
- Freie Secession – 1914−1923 i Berlin
- Münchener Secession – grundad 1892 i München
- Neue Secession – 1910−1914 i Berlin
- Wiener Sezession – grundad 1897 i Wien